# Corynomalus splendidus
Corynomalus splendidus es una especie de coleóptero de la familia Endomychidae.

## Distribución geográfica
Habita en Colombia.